# Lương Sơn Duyên Quán
Lương Sơn Duyên Quán (zh. 梁山緣觀, ko. 량산연관 Lyangsan Yŏngwan, ja. Ryōzan Enkan, 920-990) là Thiền sư Trung Quốc đời Tống, Tổ đời thứ 5 của Tông Tào Động. Sư là đệ tử đắc pháp của Thiền Sư Đồng An Quán Chí và có môn đệ xuất sắc nhất là Thiền Sư Thái Dương Cảnh Huyền.

## Cơ duyên và hành trạng
Các tư liệu về tiểu sử của sư rất hiếm hoi, chủ yếu được chép lại trong một số bộ sách như Cảnh Đức Truyền Đăng Lục, Ngũ Đăng Hội Nguyên. Cảnh Đức Truyền Đăng Lục có kể lại một số công án vấn đáp giữa sư với đệ tử và các bài Thiền kệ do sư sáng tác.
Sư sinh năm 920, quê ở Lãng Châu. Sau khi ngộ đạo nơi Thiền sư Đồng An Quán Chí, sư đến xiển dương tông phong tại núi Lương (nay thuộc tỉnh Hồ Nam, Trung Quốc).
Có tăng đến tham vấn hỏi sư: "Sư hát khúc ca nhà ai, Tông phong nối tự người nào?" Sư nói: "Rồng sanh rồng con, phụng sinh phụng con."
Tăng hỏi: "Thế nào là chỉ ý Tổ sư từ Tây lại?" Sư đáp: "Thông Lĩnh chẳng truyền tin đất Hán; Người Hồ hát dối bài ca thái bình."
Sư có làm một số bài kệ:
Bài thứ nhất
Hán văn:
梁 山 一 曲 歌
格 外 人 難 和
十 载 訪 知 音
未 常 逢 一 箇
Phiên âm:
Lương Sơn nhất khúc ca
Cách ngoại nhân nan hòa
Thập tái phỏng tri âm
Vị thường phùng nhứt cá
Dịch nghĩa:
Lương Sơn một khúc ca
Cách, điệu người khó hòa
Mười năm tìm tri âm
Gặp gỡ vẫn còn xa.
Bài thứ hai
Hán văn:
紅 燄 藏 吾 身
何 須 塔 廟 新
有 人 相 肯 重
灰 裏 貌 全 真
Phiên âm:
Hồng diễm tàng ngô thân
Hà tu tháp miếu tân
Hữu nhân tương khẳng trọng
Khôi (hôi) lý mạo toàn chân
Dịch nghĩa:
Lửa dữ giấu toàn thân
Cần chi tháp miếu tân
Có người chịu khẳng trọng
Trong tro vẽ toàn chân.
Năm 990, sư an nhiên thị tịch, hưởng thọ 70 tuổi.